# Jakov Bilić
Jakov Bilić (Šibenik, 1988.) hrvatski je kazališni, televizijski i filmski glumac.

## Karijera
Nakon završene osnovne škole upisuje Gimnaziju Antuna Vrančića u Šibeniku. Kroz osnovnu i srednju školu aktivno je sudjelovao na gradskim, županijskim i državnim natjecanjima Lidrano. U petom razredu osnovne škole sudjelovao je na međunarodnom susretu scensko nadarene djece  EDERED u Estoniji. Početkom srednje škole uključuje se u rad kazališne radionice šibenskog HNK pod vodstvom Pere Mioča. Za glavnu ulogu Hanibala Gašpara u predstavi "Jadi mladog tajkuna" u izvedbi dramske scene Virko iz Šibenika na 13. Danima hrvatskog amaterskog kazališta u Kastvu dobio je nagradu za najboljega amaterskog glumca u toj sezoni. Akademiju dramske umjetnosti u Zagrebu upisao je 2007. godine u klasi prof. Joška Ševe, a magistrirao 2012. godine u klasi prof. Ivice Boban i prof. Krešimira Dolenčića. U studenom 2012. godine ulazi u angažman u HNK Šibenik na mjesto glumca te igra u svim dramskim produkcijama matične kuće.
Dosada je bio tri puta nominiran za Nagradu hrvatskog glumišta te na "Festivalu glumca", i to za uloge: don Jere "Glorija" Ranka Marinkovića; Lovre Crnogaće "Laživac" Marijane Nole te Đure Bedare "Matilda" Nola / Belan. Nagradu hrvatskog glumišta osvojio je 2016. godine za ulogu Đure Bedare u mjuziklu "Matilda". Za najboljeg glumca do 28 godina osvojio je nagradu na festivalu "Glumište pod murvom" za ulogu Lovre Crnogaće. Sve predstave igrane su u produkciji HNK u Šibeniku. Do sada je ostvario i nekoliko uloga na filmu i u televizijskim serijama. Voditelj je dramske radionice za djecu i mlade "Ivana Jelić" HNK u Šibeniku.
Surađuje kao upravitelj lokacije te asistent produkcije za više produkcijskih kuća koje su snimale ili snimaju različite sadržaje na prostoru grada Šibenika i Šibensko-kninske županije, kao što su Kinorama, Gral film, Restart, HRT, Alka, Kinematograf, Drugi plan, Media link, Maxima film i dr. Inicijator je otvaranja filmskog ureda pri gradu Šibeniku u suradnji s HAVC-om. Jedan je od voditelja i suradnika u etnomuzikološkoj radijskoj emisiji "Škafetin" na Radio Ritmu.
Dugogodišnji je organizacijski suradnik u klapi Adriaticum, državni izbornik za smotru dječjeg stvaralaštva "Lidrano" te je također sudjelovao u organizaciji niza društvenih aktivnosti kao član Kulturnog vijeća grada Šibenika. Od svibnja 2017. godine vijećnik je Gradskog vijeća grada Šibenika. U prosincu 2018. godine preuzima dužnost ravnatelja Hrvatskog narodnog kazališta u Šibeniku te Međunarodnog dječjeg festivala.

### Televizijske i filmske uloge
- "Mrkomir Prvi" (TV serija, 2023.) - Rogomir
- "General" (TV serija/film, 2019. – 2020.) – Časnik iz Imotskog
- "Crno-bijeli svijet" (TV serija, 2019.) – Desetar
- "Osmi povjerenik" (film, 2018.) – Mornar šanker
- "Ne gledaj mi u pijat" (film, 2016.) – Neno
- "Patrola na cesti" (TV serija, 2016.) – Policajac Mario

### Kazališne uloge
- "Međunarodni dječji festival u Šibeniku": "Matilda" kao Đuro Bedara (2015.); "Čarobnjak iz Oza" kao Limeni (2016.); "Buratino" kao Pierrot (2017.)

## Osobni život
Oženjen je i otac jednog djeteta.